# Dorothy Wordsworth
Dorothy Mae Ann Wordsworth (Cockermouth, 25 dicembre 1771 – 25 gennaio 1855) è stata una scrittrice e poetessa inglese.

## Biografia
Sorella minore del poeta William Wordsworth, nacque ed ebbe una felice infanzia a Cockermouth, Cumberland. Nonostante la prematura scomparsa della madre, Dorothy, William e i loro tre fratellastri ebbero una infanzia felice. Tuttavia, nel 1783 morì il padre e i bambini furono affidati a vari parenti. Dorothy fu mandata sola a vivere presso due zie ad Halifax, nel West Yorkshire. In età adulta si riunì al fratello William, divenendo sua inseparabile compagna. Wordsworth scrive di lei nella sua celebre poesia Tintern Abbey:
Dorothy fu diarista e scrittrice sebbene nutrisse scarso interesse nel diventare famosa come suo fratello. "Detesterei l'idea di diventare un'autrice", scrisse. Completò un resoconto di un viaggio fatto con William in Scozia nel 1803, Recollections of a tour made in Scotland, ma non fu mai trovato un editore e l'opera non venne divulgata prima del 1874.
Non si sposò mai, vivendo la maggior parte della sua vita a fianco del fratello. I suoi ultimi decenni furono segnati da prolungate malattie fisiche e mentali.

## The Grasmere Journal
Per circa un secolo la vita di Dorothy Wordsworth non rappresentò altro che una nota nella estesa biografia del fratello. Il Grasmere Journal fu pubblicato per la prima volta nel 1897 dall'editore William Knight (1836–1916). Nel 1931 il Dove Cottage, la casa nella regione Lake District dove Dorothy e William vissero per molti anni, fu acquistata da Beatrix Potter, autrice di Peter il coniglio (The Tale of Peter Rabbit) e di altre storie per l'infanzia. Nella rimessa Potter trovò una quantità elevata di carte e appunti, e comprese che si trattava dei diari di Dorothy.
La scoperta di Beatrix Potter fu pubblicata nel 1933 con il titolo di Grasmere Journal. I diari descrivevano la sua vita giornaliera, le lunghe passeggiate fatte con il fratello poeta nella campagna e comprendevano dettagliati ritratti di geni letterari della prima metà del XIX secolo come Samuel Taylor Coleridge, Walter Scott, Charles Lamb e Robert Southey, un amico intimo che rese popolare la fiaba Riccioli d'oro e i tre orsi.
Il lavoro di Dorothy venne alla luce nel momento in cui i critici si trovavano impegnati in una rivalutazione del ruolo della donna nella letteratura. Il successo dei suoi diari ravvivò l'interesse per l'opera di Wordsworth e numerosi altri diari e corrispondenze furono pubblicate. Inoltre, The Grasmere Journal rivelò quanto fosse stata preziosa per il successo del fratello. William faceva affidamento sulle descrizioni dettagliate dei paesaggi naturali eseguite dalla sorella, prendendole liberamente in prestito.